# Shimen
Shimen  (en chino, 石门; pinyin, Shímén) es un condado  bajo la administración directa de la Prefectura Changde en la Provincia de Hunan, República Popular China.  Su área es de 3970 km² y su población total para 2010 superó los 600 mil habitantes. 

## Administración
Desde junio de 2023, el  Condado Shimen  se divide en 21 pueblos que se administran en 4 subdistritos,  13 poblados y 4 villas.

## Toponimia
El topónimo Shimen se compone de los sinogramas Shi (piedra) y Men (puertas). No hay consenso sobre la estructura y la etimología, pero existen tres teorías con respecto al nombre.
La primera (1) dice que a 2 Lis al este de la ciudad condal, hay dos acantilados que se alzan como puertas. La segunda (2) menciona que a tres lis al oeste del condado, hay montañas rocosas a ambos lados de un río que se enfrentan como puertas. La tercera (3) indica que a 15 li al este del condado existe un lugar llamado Yanmenkou (岩门口 Boca de la Puerta de Roca).
Aunque difieren en ubicación y distancia, todas coinciden en que el nombre proviene de características geográficas en forma de puerta.